# Marcin Jamiołkowski
Marcin Jamiołkowski (ur. 19 listopada 1974 w Pruszkowie) – polski pisarz fantasy i science fiction. 

## Życiorys
Debiutował w 2014 roku powieścią urban fantasy „Okup krwi” wydaną nakładem wydawnictwa Genius Creations, która rozpoczyna serię opowiadającą o Przygodach Herberta Kruka, warszawskiego maga. Rok później opublikowana została druga część serii pt. „Order”, a w 2015 trzecia, zatytułowana „Bezsenni”. We wrześniu 2018 ukazała się czwarta część zatytułowana „Szczęściarz”, zawierająca dodatkowo nowelę „Zaginiona”.
Równolegle, w 2015 roku, nakładem wydawnictwa Czwarta Strona, opublikowana została jego powieść z podgatunku space opera pt. „Keller”.
Opowiadania Jamiołkowskiego były również publikowane w „Nowej Fantastyce”, w „Szortalu”, „Creatio Fantastica”, a także w magazynie "Pismo" oraz w antologii „Geniusze Fantastyki”.
Jest autorem wielu opowiadań, szortów i drabbli rozsianych po internecie.

## Publikacje

### Powieści
- Okup krwi (Przygody Herberta Kruka t.1), Genius Creations 2014 (ISBN 978-83-7995-010-2)
- Keller, Czwarta Strona 2015 (ISBN 978-83-7976-337-5)
- Order (Przygody Herberta Kruka t.2), Genius Creations 2015 (ISBN 978-83-7995-033-1)
- Bezsenni (Przygody Herberta Kruka t.3), Genius Creations 2016 (ISBN 978-83-7995-051-5)
- Szczęściarz (Przygody Herberta Kruka t.4), Genius Creations 2018 (ISBN 978-83-7995-208-3)

### Opowiadania
- Selfie 2048, Nowa Fantastyka (11/2016)
- Hispaniola, Nowa Fantastyka (03/2017)
- Czarny Roman (opowiadanie związane z uniwersum Herberta Kruka), Geniusze Fantastyki 2016
- Szczur, Creatio Fantastica nr 58 (1/2018)
- Drobne: „Prawdziwy horror”, „Odkupienie”, „Zaginięcie”, Pismo - Magazyn opinii (08/2018)